# Virginia Vallejo
Virginia Vallejo García (sinh ngày 26 tháng 8 năm 1949) là một nhà báo, giám đốc truyền hình, người dẫn chương trình, và người tị nạn chính trị tại Hoa Kỳ. Vào ngày 18 tháng 7 năm 2006, Lực lượng Chống Ma Túy (DEA) đã đưa cô ra khỏi Colombia để cứu mạng cô sau khi cô công khai cáo buộc một số tổng thống Colombia và các chính trị gia là những người thụ hưởng và đồng lõa với tội phạm buôn bán cocain.

## Tiểu sử

### Thời thơ ấu
Virginia Vallejo sinh tại Cartago, Valle del Cauca, Colombia. Cha mẹ cô là Juan Vallejo Jaramillo - một doanh nhân và bà Mary García Rivera. Ông của cô, Eduardo Vallejo Varela, từng là bộ trưởng kinh tế; và bà của cô,Sofía Jaramillo Arango, là hậu duệ của Alonso Jaramillo de Andrade Céspedes y Guzmán, một quý tộc từ Extremadura, Tây Ban Nha.
Năm 1950, gia đình cô trở về Bogotá, nơi anh chị em ruột của cô, Felipe (1951), Antonio (1955-2012), và Sofía (1957) được sinh ra. Cô đi học ở trường mẫu giáo Elvira Lleras Restrepo. Sau đó là trường Anglo Colombia, được đồng sáng lập bởi người chú lớn của ông Jaime Jaramillo Arango, cựu bộ trưởng giáo dục và đại sứ London, Berlin, the Liên Hợp Quốc và UNESCO.

### Hôn nhân
Năm 1967 và 1968, cô làm giáo viên dạy tiếng Anh tại Centro Colombo Americano ở Bogotá và vào năm 1969, cô kết hôn với Fernando Borrero Caicedo, chủ tịch của Borrero, Zamorano & Giovanelli, nhưng họ đã ly dị vào năm 1971. Năm 1972, trong khi cô làm giám đốc quan hệ công chúng của Cervecería Andina, cô nhận được lời mời tham gia một chương trình truyền hình do Carlos Lemos Simmonds và Aníbal Fernández de Soto đạo diễn.
Năm 1978, cô kết hôn với David Stivel, đạo diễn phim và đạo diễn truyền hình người Argentina. Cuộc hôn nhân kết thúc vào năm 1981.

## Sự nghiệp trong giới truyền thông

### Giới thiệu
Cho đến năm 1998, chỉ có ba kênh truyền hình ở Colombia thuộc về Chính phủ: hai thương mại và một của nhà nước. Inravisión - đơn vị phát thanh chính thức, cho thuê không gian cho các nhà sản xuất truyền hình độc lập được gọi là programadoras, thuộc sở hữu của các nhà báo nổi tiếng hoặc gia đình tổng thống. Đó là lý do tại sao Virginia Vallejo có thể làm việc đồng thời cho các kênh truyền hình này.

### Những năm 1970
Từ 1972 đến 1975, cô tham gia chương trình "iga Oiga Colombia, Revista del Sábado!" do Carlos Lemos Simmonds và Fernández de Soto đạo diễn. Từ năm 1973 đến năm 1975, cô là người dẫn chương trình âm nhạc truyền hình "Éxitos 73", "Éxitos 74" và "Éxitos 75", được sản xuất bởi THOY, chương trình của gia đình Tổng thống Julio César Turbay.
Năm 1973, cô bắt đầu làm phóng viên trên TV Sucesos-A3, bản tin mới do Alberto Acosta đạo diễn; từ 1975 đến 1977, cô trở thành biên tập viên quốc tế. Vào những năm đầu và giữa những năm 70, cô đã tổ chức các chương trình truyền hình khác, một chương trình nấu ăn với đầu bếp Segundo Cabezas và một chương trình dành cho trẻ em.
Vào tháng 1 năm 1978, cô trở thành người dẫn chương trình tin tức trên truyền hình của Noticiero 24 Horas, được phát sóng lúc 19:00 tối Vào tháng 3, Chính phủ Đài Loan đã mời cô đến lễ khánh thành của Tổng thống Tưởng Kinh Quốc. Cùng năm đó, bà được bầu làm phó chủ tịch hội đồng quản trị của Hiệp hội các diễn giả Colombia (Asociación Colombiana de Locutores - ACL). Vào năm 1978, 1979 và 1980, cô đã giành được giải thưởng Best Television Anchor của Hiệp hội các nhà báo giải trí (Asociación de Periodistas del Espectáculo - APE).
Năm 1979, cô đóng vai chính trong bộ phim Colombia Connection của Gustavo Nieto Roa. Vào tháng 11, cô đóng trong Town & Country, phần The Beautiful Women của El Dorado. Năm 1979 và 1980, cô tham gia ¡Cuidado con las Mujeres!, một chương trình của RTI Producciones, do David Stivel làm đạo diễn.

### Những năm 1980
Năm 1981, cô thành lập chương trình riêng của mình, TV Impacto, với nhà báo Margot Ricci. Cùng năm đó, Chính phủ Israel mời họ làm một chương trình đặc biệt về Đất Thánh.
Năm 1980 và 1982, cô làm việc tại Caracol Radio. Cô là nhà báo duy nhất được từ Colombia đến London để tham dự đám cưới của Charles, Thân vương xứ Wales và  Diana, Vương phi xứ Wales vào ngày 29 tháng 7 năm 1981. Cô đã sản xuất cuộc thi Hoa hậu Colombia cho đến năm 1985.
Giữa năm 1981 và 1983, cô đã đạo diễn chương trình của mình ¡Al Ataque! Cô là phóng viên truyền hình đầu tiên phỏng vấn Pablo Escobar tháng 1 năm 1983. Cuộc phỏng vấn được quay tại bãi rác ở Medellín. Trong cuộc phỏng vấn Pablo Escobar đã mô tả dự án từ thiện Medellín Sin Tugurios  để Medellin không có khu ổ chuột do Escobar và các đối tác của ông đưa ra.
Năm 1983 và 1984, tham gia Hoy por Hoy, Magazín del Lunes. Năm 1984, cô thực hiện quảng cáo truyền hình cho Medias Di Lido tại Venice, Italy, tiếp theo tại Rio de Janeiro, San Juan và Cartagena. Cô  cũng trình bày vở nhạc kịch El Show de las Estrellas, đạo diễn Jorge Barón. Năm 1984, cô trở thành biên tập viên quốc tế của Grupo Radial Colombiano(một mạng được thành lập bởi Cali Cartel). Năm 1985, cô trở thành người dẫn chương trình tin tức trên bản tin mới Telediario.
Năm 1985, cô xuất hiện trên bìa tạp chí Bazaar và Cosmopolitan. Ngoài ra, ở Elenco, một tạp chí của El Tiempo đã gọi cô là "biểu tượng của thời đại". Năm 1988, cô giành được học bổng từ chính phủ Đức, và cô nghiên cứu báo chí kinh tế ở Berlin.

### Những năm 1990
Năm 1991, cô trở về Colombia để cùng đóng vai chính trong vở kịch Sombra de tu Sombra của Đài truyền hình Caracol. Năm 1992, cô tham gia ¡Indiscretísimo của đạo diễn Manuel Prado. Từ năm 1992 đến 1994, cô làm việc tại đài phát thanh Todelar. Vào tháng 10 năm 1994, cô kết thúc sự nghiệp của mình trên các phương tiện truyền thông Colombia để mở hoạt động của mình tại Nam Mỹ thông qua một công ty đa cấp có trụ sở tại Hoa Kỳ.

### Những năm 2000
Từ năm 2009 đến năm 2010, cô cộng tác cho báo Venezuela 6to Poder, do nhà báo Leocenis García chỉ đạo; nhưng Tổng thống Venezuela Hugo Chávez đã đóng cửa tòa soạn và bỏ tù giám đốc.

## Tị nạn tại Hoa Kỳ
Là người dẫn chương trình truyền hình xinh đẹp và nổi tiếng, nhưng Virginia Vallejo rung động trước vẻ phong trần cuốn hút của Pablo Escobar. Một mối tình lãng mạn bất thường đã hình thành, họ gặp gỡ ở những nơi bí mật và có khi dài đến 3 tháng họ chẳng hề thấy mặt nhau khi Pablo Escobar lui xuống lòng đất để hoạt động.
Vallejo không ngừng lạc quan khi nghĩ đến tương lai tươi sáng của cuộc tình và chỉ thật sự thảng thốt khi biết chuyện Escobar ra lệnh  thủ tiêu Rodrigo Lara là Bộ trưởng Tư pháp Colombia khi ông này luôn tìm cách chống lại những kẻ buôn lậu ma túy. Cái chết của ông Rodrigo Lara khiến cho chính phủ Colombia phê chuẩn đạo luật dẫn độ mà Pablo Escobar có thể bị gửi sang Hoa Kỳ để bắt sống.
Cùng lúc khi giới chức chuyển hướng sang việc bắt giữ Pablo Escobar và thuộc hạ, thì Vallejo bắt đầu nhận các cuộc gọi đe dọa. Nhiều câu chuyện tiêu cực xuất hiện trên truyền thông nói về mối tình của cô với Pablo Escobar, các lãnh chúa ma túy và hợp đồng truyền hình của cô đã bị cắt.
Bước ngoặt đã xảy ra trong mối quan hệ của Escobar - Vallajo vào tháng 11 năm 1985 khi đó tổ chức du kích M19 (do Pablo Escobar tài trợ kinh phí hoạt động) đã tấn công vào Cung tư pháp của Colombia và bắt giữ 25 thẩm phán của Tòa án tối cao Colombia cùng hàng trăm con tin dân thường khác. M19 lên tiếng phản đối khi chính phủ Colombia ký lệnh dẫn độ người Colombia phạm pháp sang Hoa Kỳ. Trong vòng 2 ngày sau đó, quân đội Colombia đã tiến hành chiến dịch tấn công Cung tư pháp và phóng thích hàng trăm con tin bị giam giữ. Ngay khi đó, cuộc khủng hoảng đã chấm dứt, khoảng 30 đến 40 tay phiến quân bị chết, một số lượng con tin đã bị giết, 11/25 thẩm phán bị sát hại.
Virginia Vallejo đã không gặp lại Escobar nhưng họ vẫn thỉnh thoảng liên lạc ngắn. Họ còn nói chuyện qua điện thoại nhưng Pablo Escobar có vẻ thống khổ, cay đắng hơn, còn Virginia Vallejo lo cho cuộc sống của mình bởi vì đã biết quá nhiều về đế chế của "bố già".
Vào đầu tháng 7 năm 2006, Vallejo đưa ra lời khai của mình chống lại Alberto Santofimio, một cựu Bộ trưởng Tư pháp và cộng sự của Pablo Escobar. Chính trị gia đã bị xét xử vì âm mưu ám sát Luis Carlos Galán, một ứng cử viên tổng thống bị Pablo Escobar giết chết vào ngày 18 tháng 8 năm 1989. Tuần sau đó, Công tố viên Edgardo José Maya Villazón đã đóng vụ án vì thiếu bằng chứng. Tất cả những người tố cáo Escobar trong tội ác và vài nhân chứng chủ chốt chống lại Santofimio đã bị giết, vì vậy Vallejo liên lạc với Đại sứ quán Hoa Kỳ ở Bogotá và yêu cầu Chính phủ Hoa Kỳ cứu sống cô để đổi lấy thông tin về các cộng sự của Pablo Escobar và anh em Gilberto và Miguel Rodriguez Orejuela, kẻ thù của Pablo Escobar.
Chuyến bay của Vallejo đưa tin tức trên toàn thế giới, một đoạn phim về nhà mà Vallejo đã ghi âm trước khi khởi hành để bảo vệ mạng sống của cô được phát sóng bởi kênh RCN của Colombia; đoạn phim đã được xem bởi 14 triệu người tại Colombia, với tỷ lệ khán giả cao hơn trận chung kết Giải vô địch bóng đá thế giới 2006. Sáu tuần sau, Miguel và Gilberto Rodriguez Orejuela đã nhận tội; họ bị kêu án 30 năm tù, vàBộ Tư pháp Hoa Kỳ thu được 2,1 tỷ đô la (24,9 tỷ đô la ngày nay) trong tài sản mà không phải đi xét xử.
Ngày 3 tháng 6 năm 2010, Hoa Kỳ đã cấp tị nạn chính trị cho cô.

## Hồi ký Yêu Pablo, Ghét Escobar (Amando a Pablo, odiando a Escobar)
Năm 2007, Vallejo xuất bản hồi ký Amando a Pablo, odiando a Escobar (tiếng Anh: Loving Pablo, Hating Escobar), trong đó cô mô tả, trong số các chủ đề khác, mối quan hệ lãng mạn của cô với Pablo Escobar; nguồn gốc của các tổ chức nổi dậy ở Colombia; lý do cho sự phát triển bùng nổ của ngành công nghiệp cocaine; những kẻ bắt cóc, những người dẫn độ và các lực lượng tự vệ của Colombia; các liên kết giữa các băng đảng của Medellin và Cali, các nhà độc tài vùng Caribbean, và các tổng thống Colombia Alfonso López Michelsen, Ernesto Samper, và Álvaro Uribe; Mối quan hệ của Escobar với các nhóm nổi loạn cực đoan trái và cực đoan. Cuốn hồi ký của Vallejo trở thành cuốn sách tiếng Tây Ban Nha bán chạy nhất ở cả hai Colombia và Hoa Kỳ. Trong hồi ký, cô kể rằng: "Tôi yêu Pablo không vì bất kỳ lý do nào, nhưng anh ấy đến với tôi để bị mất đầu; vì yêu tôi mà anh ấy bị công lý truy đuổi, còn bản thân tôi bị áp lực của truyền thông – những người biết tôi là "mỏ vàng" để moi tin, sau rốt mọi tội nghiệp do tôi gây ra và tôi phải gánh chịu"

## Vai diễn trong truyền hình và điện ảnh
Mối quan hệ lãng mạn giữa Virginia Vallejo, một nhà báo và Pablo Escobar, một lãnh chúa ma túy, đã truyền cảm hứng cho các vở opera, phim truyền hình và phim điện ảnh.
| Loại hình        | Năm  | Tên                        | Nhà sản xuất                      | Diễn viên                   | Phát sóng |
| ---------------- | ---- | -------------------------- | --------------------------------- | --------------------------- | --- |
| Phim truyền hình | 2009 | El Capo                    | RCN Televisión / Fox Telecolombia | Marcela Mar                 | Phát sóng tới ở Hoa Kỳ bởi Telefutura |
| Phim truyền hình | 2012 | Escobar, el Patrón del Mal | Caracol Television                | Angie Cepeda                | |
| Phim truyền hình | 2015 | Narcos                     | Netflix                           | Stephanie Sigman            | |
| Phim điện ảnh    | 2017 | Yêu Pablo                  |                                   | Penelope Cruz Javier Bardem | Dựa trên hồi ký "Yêu Pablo, ghét Escobar". Bộ phim được ra mắt trong Liên hoan phim quốc tế Venice lần thứ 74 (30 tháng 8 - 9 tháng 9 năm 2017). Hai diễn viên chính được đề cử cho Giải Goya năm 2018. |